# Ortvin Sarapu
Ortvin Sarapu MBE (en estonià: Ortvin Sarapuu; Narva, Estònia 22 de gener de 1924 - Auckland, Nova Zelanda, 13 d'abril de 1999), de vegades citat com a «Mr Chess», fou un jugador d'escacs neozelandès d'origen estonià, que tenia el títol de Mestre Internacional i que va guanyar el campionat d'escacs de Nova Zelanda vint cops (en solitari o compartit) entre 1952 i 1990.

## Primers anys
Nascut a Estònia, el 1940 va guanyar el campionat juvenil d'Estònia, i posteriorment s'escapà a Finlàndia des de l'Estònia ocupada pels nazis el 1943, i després a Suècia. El 1945, just després del final de la II Guerra Mundial, Sarapu fou convidat a romandre amb un amic de la família a Dinamarca. El 1946, va guanyar els campionats de Copenhaguen estàndard i el d'escacs ràpids. El 1948, va jugar unes simultànies de vint partides d'escacs a cegues a Dinamarca.
El seu primer i únic torneig internacional a Europa fou el d'Oldenburg 1949. Allà, hi va derrotar l'excandidat al campionat del món d'escacs Efim Bogoljubov tor revertint una partida en la qual estava pitjor. Sarapu hi acabà cinque, amb un global d'11-6, un punt per darrere dels vencedors del torneig, Bogoljubov i Elmārs Zemgalis, i mig punt per sota de Nicolas Rossolimo i Herbert Heinicke.

## Nova Zelanda
Un dels seus oponents al torneig d'Oldenburg de 1949 fou l'exneozelandès Robert Wade; en la conversa posterior a la seva partida, Wade li va suggerir que Nova Zelanda podria ser un bon lloc per algú com Sarapu, que volia escapar de l'Europe assolada per la guerra. Va conèixer Barbara Bialonczyk després del torneig d'Oldenburg, i es van casar el 1950. Immediatament després, varen emigrar a Nova Zelanda, i varen arribar a Wellington l'octubre de 1950. Varen tenir un fill, Peter.
Quan va arribar, hi havia una enorme distància entre la seva superior força escaquística i la de la resta. Així, va guanyar empatat o en solitari el campionat d'escacs de Nova Zelanda vint cops entre 1952, quan va guanyar el primer campionat amb 10.5 punts sobre 11 partides, i 1990, quan va empatar amb Benjamin Martin a 7.5 sobre 11. Sarapu mantenia que tenia el rècord mundial pel que fa a nombre de victpories en qualsevol campionat nacional. Va ser conegut comj a "Mr NZ Chess", i va representar el seu nou país en deu Olimpíades d'escacs.
El 1952 va jugar contra C. J. S. Purdy, llavors campió d'Austràlia, pel campionat d'Australàsia. El matx, disputat a Auckland, acabà empatat, i ambdós jugadors es proclamaren campions de 1952. Sarapu va obtenir el primer lloc al Torneig Internacional de Melbourne de 1955.

## Títols i guardons
La FIDE va atorgar-li el títol de Mestre Internacional el 1966, després que guanyés el Torneig Zonal de l'Àsia, cosa que el va convertir en el segon escaquista neozelandès en obtenir el títol d'MI, després de Robert G Wade. Sarapu fou guardonat amb el títol de l'Orde de l'Imperi Britànic pels seus serveis en l'àmbit dels escacs.
A banda de Bogoljubov, Sarapu va jugar amb altres jugadors de l'elit mundial, com ara els campions del món Bobby Fischer (derrota a l'Interzonal de Sousse 1967), Garri Kaspàrov (derrota a l'olimpíada de Lucerna 1982), i Borís Spasski (taules a Wellington 1988), i també contra el molts cops candidat al títol mundial Víktor Kortxnoi (taules a l'Interzonal de Sousse).

## Obres
- Ortvin Sarapu: 25 Years in the New Zealand Chess Championship (1952–1977), 1978.
- Ortvin Sarapu: "Mr. Chess". The Ortvin Sarapu Story. New Zealand Chess Supplies, Wainuiomata 1993. ISBN 0-473-01607-9
- Ortvin Sarapuu: Minu malelugu. Kupar, Tallinn 1998. ISBN 9985-61-117-9